# Met 3
Met 3 es parte de Miami Metropolitana, un complejo de cuatro rascacielos en el distrito empresarial central de Miami Céntrica, Florida, Estados Unidos. Conocido 3 estuvo propuesto como el más alto de las cuatro torres, era originalmente en construcción durante la @2000s burbuja de inmueble y planeado para conclusión en 2011. Aun así, el proyecto estuvo puesto encima control. Por 2011 construcción nunca había conseguido preparación de sitio pasado, hasta el diseño nuevo finalmente empezó construcción en diciembre de 2011.
Si completado tan originalmente propuesto, los 828 pies Conocieron 3 habría sido el edificio más alto en Miami y el estado de Florida. Haya contenido 76 pisos, el cual  haber también lo hizo el edificio más alto en el sur de Estados Unidos de Ciudad de Nueva York en plazos de cuenta de piso. En altura total, también haya sido el sur de edificio residencial más alto de Nueva York, constando de unidades de condominio residencial, pasando el Cuatro Hotel de Estaciones Miami, el cual aguanta que distinción actualmente.

## Historia
El proyecto de Miami Metropolitano atención obtenida debido a estrella de NBA Shaquille O'Neal' implicación en el proyecto. Forme el O'Neal Grupo, un edificio-compañía de desarrollo. El proyecto de Miami Metropolitano es el grupo  es primero.
En 2008 cadena de supermercado las comidas Enteras unieron el arrendamiento para una ubicación en el nivel de tierra de Conoció 3. El fondo de Conoció 3, incluyendo Comidas Enteras, y el centro comercial Cuadrado Conocido separado, está puesto para empezar construcción en el verano de 2011. El Conocido 3 base está supuesta para ser construido tal que el Conocido 3 torre más tarde podría ser construida arriba.
Groundbreaking Empezó encima Conoció 3 en diciembre de 2011 con las comidas Enteras todavía cometidas al proyecto a pesar de retrasos múltiples.

## Galería

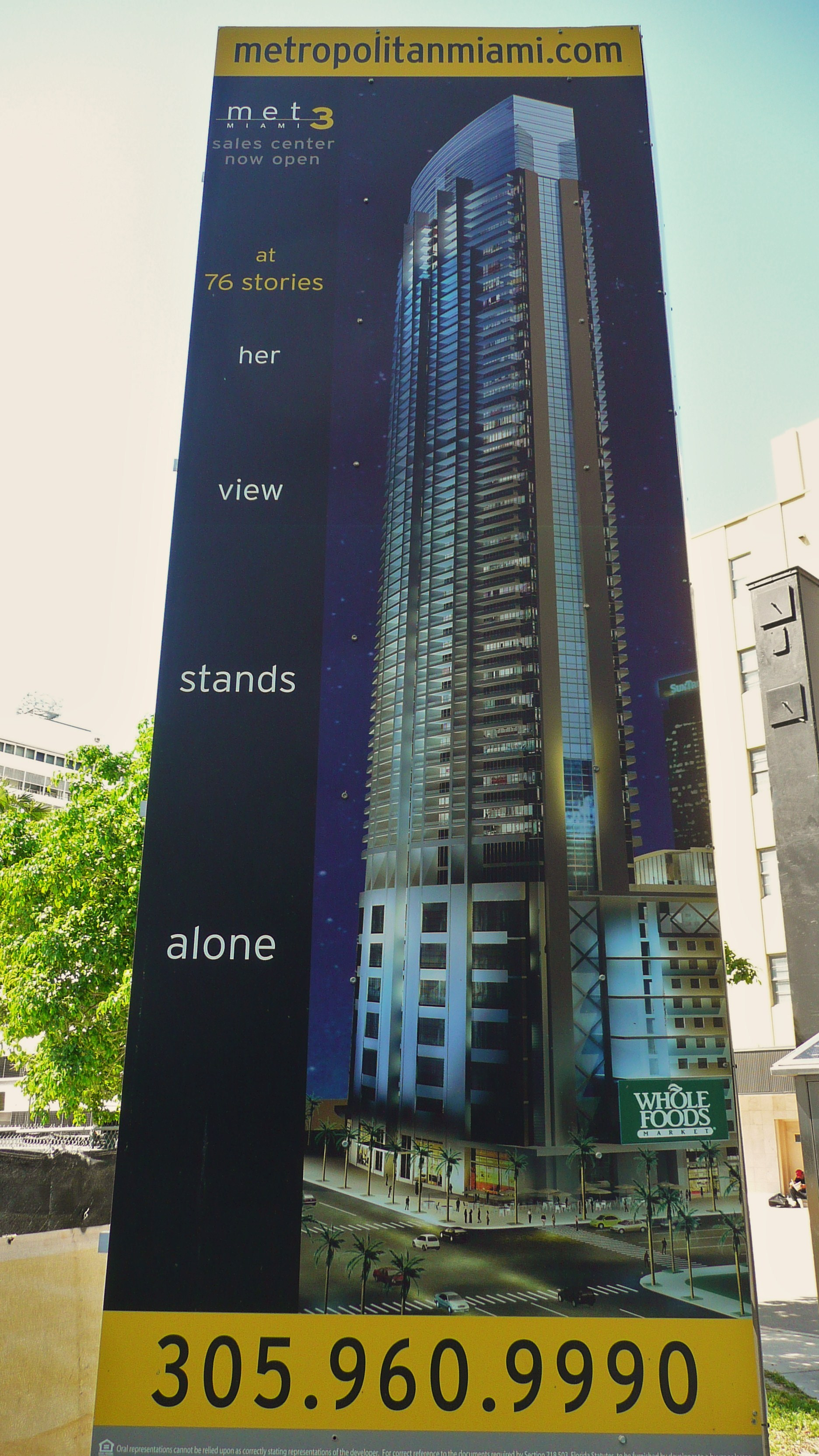
Señal en el Conocido 3 sitio que describe torre acabada
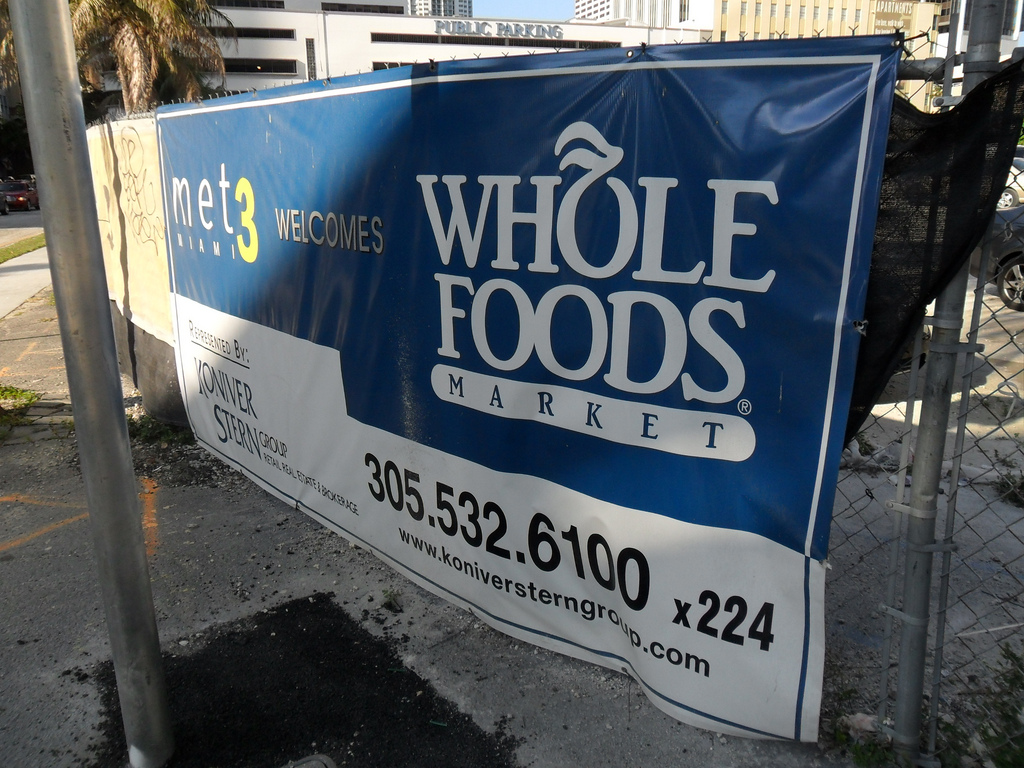
Señal de Comidas enteras en el Conocido 3 sitio en Marcha 2011
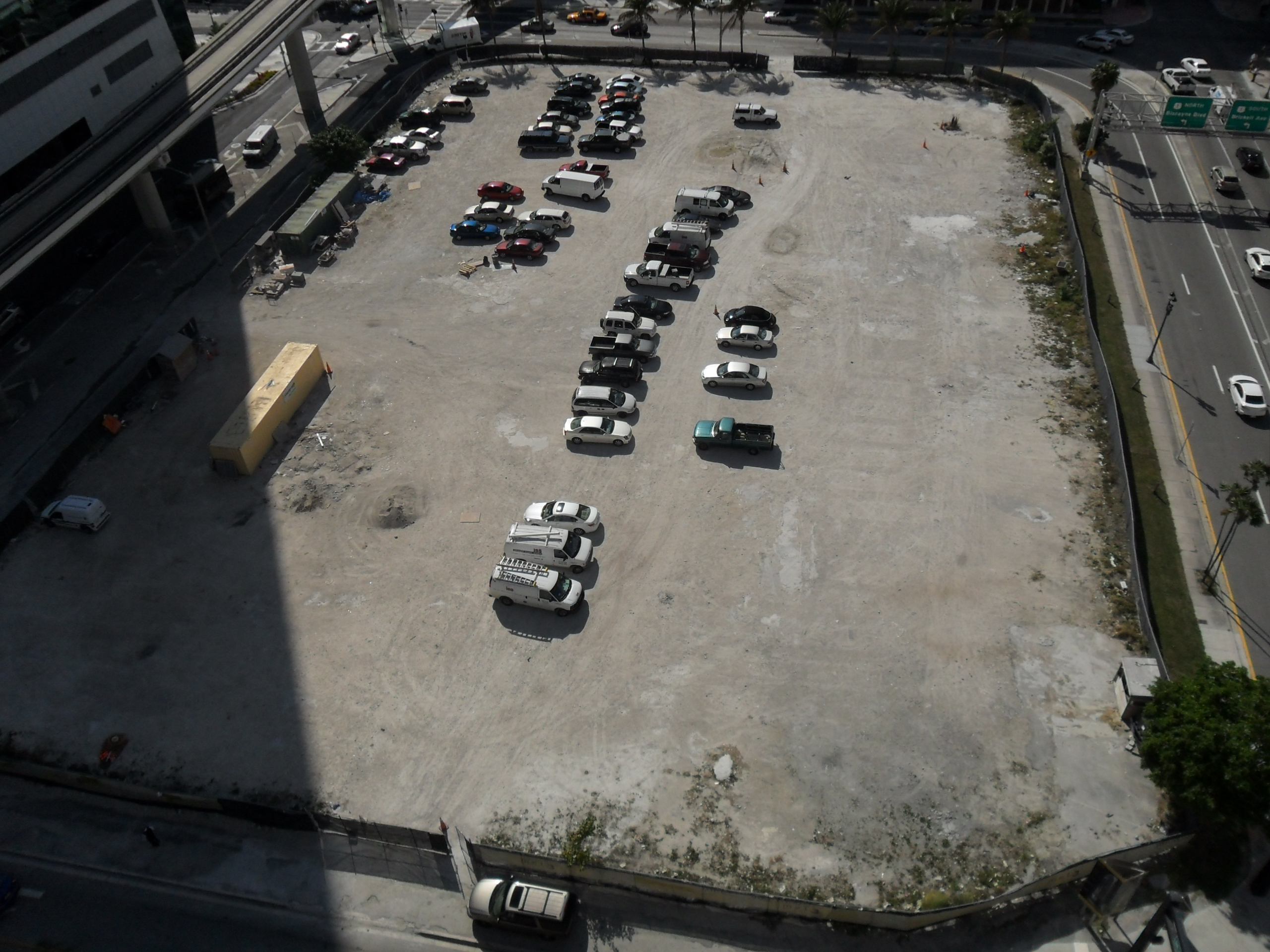
Conocido 3 sitio de arriba en Marcha 2011